# 1838.
◄ | 18. stoljeće | 19. stoljeće | 20. stoljeće | ►
◄ | 1800-ih | 1810-ih | 1820-ih | 1830-ih | 1840-ih | 1850-ih | 1860-ih | ►
◄◄ | ◄ | 1835. | 1836. | 1837. | 1838. | 1839. | 1840. | 1841. | ► | ►►
Arhitektura • Astronomija • Biologija • Glazba • Kazalište • Kemija • Kiparstvo • Knjige • Književnost • Kršćanstvo • Meteorologija • Medicina • Politika • Pravo • Promet • Slikarstvo • Šport • Znanost • Željeznički promet

## Rođenja
- 6. siječnja – Max Bruch, njemački skladatelj († 1920.)
- 1. ožujka – Gabrijel od Žalosne Gospe, talijanski svetac († 1862.)
- 25. ožujka – Đuro Deželić, hrvatski književnik († 1907.)
- 29. svibnja – Ivan Berlaković, gradišćanskohrvatski pisac i svećenik († 1893.)
- 6. srpnja – Vatroslav Jagić, hrvatski jezikoslovac († 1923.)
- 25. listopada – Georges Bizet, francuski skladatelj († 1875.)
- 14. studenog – August Šenoa, hrvatski književnik († 1881.)

## Smrti
- 12. svibnja – Jędrzej Śniadecki, poljski znanstevnik i književnik (* 1768.)
- 21. srpnja – Johann Nepomuk Mälzel, njemački izumitelj (* 1772.)
- 21. kolovoza – Adalbert von Chamisso, njemački književnik i znanstvenik (* 1871.)

## Vanjske poveznice
|  | Zajednički poslužitelj ima još gradiva o temi 1838. |